# Metaspriggina walcotti
Metaspriggina là một chi động có dây sống được biết tới từ chỉ hai mẩu vật trong kỷ Cambri trung.